# Erik Lidström
Erik Johan Axel Lidström, född 26 januari 1903 i Klara församling, Stockholm, död 12 januari 1983 i Stockholm, var en svensk officer (överste av 1 gr) och chef för Fortifikationskåren samt inspektör över rikets befästningar mellan 1956 och 1963.

## Biografi
Lidström var son till direktören i Allmänna änke- och pupillkassan, Johan Lidström, som bebodde egen fastighet i Stockholm vid korsningen Odengatan–Norrtullsgatan . 
Efter studentexamen 1918 vid Norra Real – med betyget A i samtliga ämnen – genomgick han officersutbildning på Karlberg. Han utexaminerades som kursetta och fick mottaga sin sabel på Stockholms slott av Gustav V. Dessutom studerade han till bergsingenjör vid Kungliga Tekniska Högskolan i Stockholm och gick ut med betyget cum laude approbatur. Han utnämndes till fänrik i Fortifikationskåren 1923, till major 1942, överstelöjtnant 1945 och överste 1949.
Lidström genomgick högre kurser vid Artilleri- och ingenjörshögskolan 1928–1930 och var lärare vid Artilleri- och ingenjörhögskolan 1937–1943 samt 1946–1947, var fortifikationskårbefäl i Vaxholms fästning 1943–1946, byråchef i Fortifikationsstyrelsen 1947–1948, fortifikationsofficer IV. militärområdesbefälsstaben (Östra militärområdet) 1949–1955 respektive lärare vid Försvarshögskolan 1956, före utnämningen till chef för Fortifikationskåren och inspektör över rikets befästningar. Han redigerade också Tidskrift i fortifikation 1938–1946.
År 1963 blev han verkställande direktör för Aktiebolaget Kinematografiska Anstalten (AKA-Film), föreningen Armé- Marin- och Flygfilms produktionsbolag.
Bland hans förtroendeuppdrag kan nämnas uppgifter inom civila luftskyddet 1937–1946 (där han blev Luftskyddsförbundets chefsinstruktör samt sedermera Riksluftskyddsförbundets kursledare år 1938), respektive ordinarie ledamot av försvarskommittén under åren 1948–1958. 
Lidström publicerade flera skrifter i försvarsfrågor, bland annat "Den svenska graniten i försvarets tjänst" 1943, och invaldes till ledamot i Kungliga Krigsvetenskapsakademin 1946. 
Han antogs i Frimurarorden 1931, där han avancerade till ordens kansler 1969–1976 samt stormästarens prokurator 1976–1979.

### Familj
Lidström var från december 1927 och till sin död gift med Anna-Lisa Tornberg (född 25 maj 1904, död 8 april 2001), dotter till marinofficeren, sedermera grosshandlaren, Frans R Tornberg. De fick tillsammans två döttrar.
Erik Lidström jordfästes i Hedvig Eleonora kyrka 26 januari 1983  och var bland sista officerare i Sverige som tilläts[källa behövs] ha den svenska fanan vid kistan under begravningsceremonin. 
Vid jordfästningen närvarade bland andra prins Bertil, general Carl Eric Almgren och förre svärsonen riksdagsledamoten Göthe Knutson. Lidström är gravsatt i familjegraven på Norra begravningsplatsen i Solna.

## Utmärkelser
- Kommendör av Svärdsorden l:a klass, 1956[5]
- Riddare av Carl XIII:s orden 1958.[14]
- Förlänad den norska Sankt Olavs orden 1964, utnämnd till kommendör med stjärna[15]
- Riddare av Vasaorden[4]
- Guldmedalj för berömliga gärningar[4]